# Тоба Мије
 Тоба  (јап. 鳥羽市) град је у Јапану у префектури Мије. Према попису становништва из септембра 2012. у граду је живело 20.557 становника.

## Становништво
Према подацима са пописа, у граду је 2012. године живело 20.557 становника.
| 1995.  | 2000.  | 2005.  |
| ------ | ------ | ------ |
| 24.301 | 22.278 | 20.557 |